# Рона (департман)
Рона (фр. Rhône) департман је у источној Француској. Припада региону Рона-Алпи, а главни град департмана (префектура) је Лион. Департман Рона је означен редним бројем 69. Његова површина износи 3.249 км². По подацима из 2010. године у департману Рона је живело 1.725.177 становника, а густина насељености је износила 531 становника по км².
Овај департман је административно подељен на:
- 2 округа
- 54 кантона и
- 289 општина.

## Демографија
| 2011.     |
| --------- |
| 1.744.236 |